# Приморская группа войск
Приморская группа войск — стратегическое объединение войск Красной Армии на Дальнем Востоке.

## Приморская группа войск ОКДВА
Сформирована 18.02.1932 года в составе Особой Краснознамённой Дальневосточной армии на базе Приморского стрелкового корпуса. Штаб группы дислоцировался в г. Никольск-Уссурийский (с 1935 — г. Ворошилов; ныне г. Уссурийск). Усиление группировки советских войск в Приморье было напрямую связано с интервенцией Японии в Китае, завершившейся оккупацией Маньчжурии. Если в 1932 году в Приморье находились две стрелковые дивизии, одна кавалерийская бригада, танковая рота и авиационный отряд — то затем Приморская группа войск ежегодно увеличивалась и в начале 1938 года включала в себя три стрелковых корпуса (семь дивизий), три отдельные стрелковые дивизии, два кавалерийские дивизии, две механизированные бригады, два отдельных артиллерийских полка, дивизион бронепоездов, 6 авиабригад и ряд отдельных авиационных полков и отрядов. В июле 1938 года на основе Приморской группы войск сформирована 1-я Краснознамённая армия.

### Командующие группой войск
- февраль 1932 — июль 1934 — Путна, Витовт Казимирович
- июль 1934 — май 1937 — Федько, Иван Фёдорович
- июнь 1937 — февраль 1938 — Левандовский, Михаил Карлович
- февраль — июль 1938 — Подлас, Кузьма Петрович (и. о.)

## Приморская группа войск (второе формирование)
Приморская группа войск сформирована решением Ставки Верховного Главнокомандования в апреле 1945 года на базе полевого управления Резервного фронта (бывшего Карельского), перебазированного из Ярославля на Дальний Восток в город Ворошилов (бывший Никольск-Усурийский, ныне город Уссурийск). Переезд управления осуществлялся в специальном поезде. С целью сохранения государственной тайны маршрут поезда был проложен кружным путем (через Москву и Горький), а фамилии командующего и членов военного совета были изменены. Прохождение поезда лично контролировал начальник генерального штаба РККА генерал армии Антонов. В боевых документах группы встречаются такие фамилии: Командующий — генерал-полковник Максимов Кирилл Афанасьевич (псевдоним Мерецкова Кирилла Афанасьевича), член военного совета группы — Шорин Терентий Фомич (псевдоним Штыкова Терентия Фомича).
Боевой состав группы:
- 1-я Краснознамённая армия[2];
- 35-я армия[2];
- 25-я армия[2];
- Чугуевская оперативная группа[2];
- 9-я воздушная армия[2];
- Армия ПВО[2];
- 5-я армия (с 09.06.1945 г.)[2].

### Границы и базирование группы
Границы: справа — мыс Сосунов, Губерово; слева — устье реки Тумынь-Ула, мыс Сосунов. Базирование: железнодорожный участок группы — ст. Евгеньевка, Владивосток, ст. Манзовка, Варфоломеевка. Сосед справа — Дальневосточный фронт. Сосед слева — наземных войск нет. На Японском море базируется Тихоокеанский флот. Протяженность по фронту — 770 км. Штаб группы — город Ворошилов.
В период с 21 по 31 июля 1945 года группа производила перегруппировку войск и выдвижение их к исходному положению для наступления. 26 июля главы правительств США, Великобритании и Китая (с Берлинской конференции трех держав) обратились к Японии с ультиматумом о безоговорочной капитуляции. 28 июля Япония отклонила капитуляцию.
5 августа 1945 года переименована в 1-й Дальневосточный фронт.

### Командующие
- 25.06.1943 — июль 1945 — генерал-лейтенант Парусинов Ф. А.
- с 01 апреля по август 1945 — Маршал Советского Союза К. А. Мерецков